# BK Mladá Boleslav
BK Mladá Boleslav ist ein tschechischer Eishockeyklub aus der mittelböhmischen Stadt Mladá Boleslav, der seit 2014 wieder an der ersten Spielklasse Tschechiens, der Tipsport Extraliga, teilnimmt.

## Geschichte
Der BK Mladá Boleslav wurde 1908 gegründet und ist damit Gründungsmitglied des Tschechischen Eishockeyverbands. Mladá Boleslav spielte von 1936 bis 1938 in der ersten Liga der damaligen Tschechoslowakei. Nach dem Zweiten Weltkrieg spielte Mladá Boleslav in der dritten und zweiten tschechoslowakischen Liga. In der Saison 1992/93 stieg die Mannschaft in die dann eigenständige dritte tschechische Liga ab. Der Wiederaufstieg in die Zweitklassigkeit gelang erst im Spieljahr 2001/02.
In seiner Geschichte änderte der Verein mehrmals seinen Namen. So trat er ab 1927 als Mladoboleslavský SK an, ab 1948 als Sokol BK Mladá Boleslav. Ab 1966 unterstand der Klub dem Trägerbetrieb Škoda und spielte unter der Bezeichnung Auto Škoda Boleslav. Ab 2000 lautete der offizielle Name HC Mladá Boleslav, 2004 kehrte der Verein zur ursprünglichen Bezeichnung BK Mladá Boleslav zurück.
Mladá Boleslav gewann in der Saison 2007/08 die Meisterschaft der 1. Liga und setzte sich in der Relegation zur Extraliga gegen den HC Slovan Ústečtí Lvi aus Ústí nad Labem durch. Damit stieg die Mannschaft aus Mladá Boleslav in die Extraliga auf und spielte damit nach vielen Jahrzehnten wieder erstklassig. In der folgenden Saison belegte sie jedoch nur den letzten Tabellenrang, so dass sie in der Relegation antreten musste. Dort traf sie erneut auf den HC Slovan Ústečtí Lvi, der die Meisterschaft der 1. Liga gewonnen hatte. Der BK Mladá Boleslav setzte sich mit 4:0 gegen die Löwen durch und verblieb damit in der Extraliga.
In der Saison 2009/10 trat der BK Mladá Boleslav wieder in der Relegation an und konnte sich gegen den KLH Chomutov mit 4:1 Siegen durchsetzen. In der folgenden Spielzeit belegte der Verein trotz zweier Trainerwechsel den letzten Tabellenrang der Haupt- und Abstiegsrunde, so dass er in der Relegation antreten musste. Dort traf sie wieder auf den HC Slovan Ústečtí Lvi, der die Meisterschaft der 1. Liga gewonnen hatte. Der BK Mladá Boleslav setzte sich in einer knappen Serie mit 4:2 gegen die Löwen durch und verblieb damit in der Extraliga.
In der Saison 2011/12 belegte der Verein erneut den letzten Tabellenrang der Haupt- und Abstiegsrunde und traf in der Liga-Relegation auf die Piráti Chomutov. Gegen die Piráti unterlag der BK Mladá Boleslav nach sieben Spielen mit 3:4 und stieg damit in die 1. Liga ab. Zwei Jahre später konnte man den Wiederaufstieg feiern.

## Saisonstatistik seit 1999
| Saison    | Hauptrunde | Punkte | Platzierung | Kommentar                                              | Kapitän                                     | Cheftrainer |
| --------- | ---------- | ------ | ----------- | ------------------------------------------------------ | ------------------------------------------- | --- |
| 1999/2000 | 10. Platz  | 39     | 10. Platz   | 2. Liga                                                | Tomáš Hyka                                  | Jindřich Setikovský |
| 2000/01   | 1. Platz   | 55     | 3. Platz    | 2. Liga, Aufstiegsrunde: 3. Platz                      | Ladislav Kolner, Jiří Kročák                | Petr Vrabec |
| 2001/02   | 1. Platz   | 83     | Meister     | 2. Liga, Aufstieg in die 1. Liga                       | Jiří Kročák                                 | Josef Horešovský |
| 2002/03   | 4. Platz   | 70     | 5. Platz    | 1. Liga, Playoff-Viertelfinale gegen Prostějov 2:3     | Jiří Kročák                                 | Josef Horešovský |
| 2003/04   | 8. Platz   | 57     | 8. Platz    | 1. Liga, Playoff-Viertelfinale gegen den HC Beroun 0:3 | Lukáš Král, Jiří Kristek                    | Josef Horešovský |
| 2004/05   | 4. Platz   | 87     | 4. Platz    | 1. Liga, Playoff-Halbfinale gegen Ústí nad Labem 1:3   | Marian Morava, Jiří Kadlec                  | Miloslav Hořava, ersetzt durch Petr Kaňkovský |
| 2005/06   | 3. Platz   | 92     | 2. Platz    | 1. Liga, Playoff-Finale gegen Ústí nad Labem 1:3       | David Pospíšil                              | Jiří Látal, Jan Neliba |
| 2006/07   | 3. Platz   | 107    | 3. Platz    | 1. Liga, Playoff-Halbfinale gegen Ústí nad Labem 0:3   | Richard Král                                | Jan Neliba, Jiří Režnar |
| 2007/08   | 1. Platz   | 114    | Meister     | 1. Liga, Aufstieg in die Extraliga                     | Richard Král                                | Jan Votruba, später Petr Kaňkovský |
| 2008/09   | 14. Platz  | 59     | 14. Platz   | Relegation: 4:0 gegen Ústí nad Labem                   | Richard Král                                | Jiří Šejba, ab Dez. 2008 Jaromír Šindel |
| 2009/10   | 13. Platz  | 62     | 14. Platz   | Relegation: 4:1 gegen KLH Chomutov                     | Richard Král                                | Vladimír Čermák, ersetzt durch Jan Tlačil |
| 2010/11   | 14. Platz  | 33     | 14. Platz   | Relegation: 4:3 gegen HC Slovan Ústečtí Lvi            | Jiří Marušák, ab 29. Spieltag Tomáš Divíšek | Jan Tlačil und Leo Gudas, ab 28. Oktober Miloš Holaň und Vlado Hiadlovský, ab 21. März 2011 Vladimír Jeřábek und Vladimír Hiadlovský             |
| 2011/12   | 14. Platz  | 61     | 14. Platz   | Relegation: 3:4 gegen die Piráti Chomutov; Abstieg     | David Výborný                               | Vladimír Jeřábek und Vladimír Hiadlovský, ab 11. Spieltag Vladimír Hiadlovský und Milan Hnilička, gefolgt von Petr Novák und Vladimír Hiadlovský |
| 2012/13   | 1. Platz   | 117    | Meister     | 1. Liga, Relegation (3. Platz)                         | David Výborný                               | František Výborný und Jiří Slabý |
| 2013/14   | 1. Platz   | 126    | Meister     | 1. Liga, Relegation (1. Platz), Aufstieg               | David Výborný                               | František Výborný und Marian Jelínek |
| 2014/15   | 10. Platz  | 72     | 8. Platz    | Viertelfinale 1:4 gegen HC Oceláři Třinec              | David Výborný                               | František Výborný und Marian Jelínek |
| 2015/16   | 6. Platz   | 83     | 4. Platz    | Halbfinale 0:4 gegen die Bílí Tygři Liberec            | David Výborný                               | František Výborný und Marian Jelínek |
| 2016/17   | 10. Platz  | 73     | 10. Platz   | Pre-Playoffs 2:3 gegen die Piráti Chomutov             | Jan Hanzlík                                 | František Výborný und Marian Jelínek, später Boris Žabka                                                                                         |
| 2017/18   | 12. Platz  | 65     | 11. Platz   | Abstiegsrunde                                          | Jan Hanzlík                                 | Patrik Augusta, Viktor Ujčík, Boris Žabka – Vladimír Kýhos, Viktor Ujčík, Boris Žabka                                                            |
| 2018/19   | 8. Platz   | 82     | 8. Platz    | Viertelfinale 1:4 gegen die Bílí Tygři Liberec         | Michal Vondrka                              | Vladimír Kýhos, Vladimír Čermák, Boris Žabka – Miloslav Hořava, Radim Rulík, Pavel Patera                                                        |

## Ehemalige bekannte Spieler
- Jan Hanzlík
- Jiří Hrdina
- Václav Pletka
- Radim Vrbata
- Martin Altrichter
- Richard Král
- David Rittich

## Trainer
- Augustin Bubník
- František Výborný (1987–1989)
- Josef Horešovský (2001–2004)
- Miloslav Hořava
- Jiří Šejba (August bis Dezember 2008)
- Jaromír Šindel
- Vladimír Čermák
- Jan Tlačil
- Miloš Holaň